# Nils Edén
Nils Edén, född 25 augusti 1871 i Piteå stadsförsamling i Norrbotten, död 16 juni 1945 i Engelbrekts församling, Stockholm, var en svensk politiker (liberal) och professor i historia. Han var riksdagsman åren 1909–1924, och partiledare för Liberala samlingspartiet. Han var Sveriges statsminister mellan den 19 oktober 1917 och den 10 mars 1920. Efter tiden som statsminister var han landshövding i Stockholms län åren 1920–1938.

## Biografi

### Studier och yrkesliv
Efter mogenhetsexamen i Luleå blev Edén student vid Uppsala universitet, där han studerade för Oscar Alin. Han blev filosofie kandidat 1892, filosofie licentiat 1897 samt filosofie doktor och docent i historia där 1899.
År 1902 blev Edén lektor i historia vid Uppsala högre allmänna läroverk. Därefter var han under åren 1903–1909 extraordinarie och från 1909 ordinarie professor i Uppsala. Han invaldes hösten 1908 som Uppsalavänsterns riksdagskandidat i andra kammaren. Som Liberala samlingspartiets gruppledare i andra kammaren från 1912 blev han en av fem i det förtroenderåd som ledde partiet efter Karl Staaffs död 1915. Han satt i riksdagens andra kammare 1909–1924, åren 1909–1911 för Uppsala stads valkrets, 1912–1921 för Uppsala läns valkrets och 1922–1924 för Stockholms stads valkrets. Åren 1913 till 1917 var han ordförande i Konstitutionsutskottet, ordförande i folkomröstningskommissionen 1920–1923, i statens tvångsarbetsanstalter (för män) 1920, i statens vårdanstalt för alkoholister (i Venngarn) 1921, samt i kommissionen för granskning av Genèveprotokollen 1924–1925. Han blev juris hedersdoktor 1928.

### Statsminister
I valet till andra kammaren 1917 förlorade högern stort. Liberaler och socialdemokrater vann framgångar. Men kungen och drottningen försökte i det längsta undvika en regering med dessa båda antirojalistiska partier. Sittande statsminister Swartz utarbetade en "Stoppa Edén-plan" i tre steg: kungen skulle 1) kalla Edén som regeringsbildare på villkor att socialdemokraterna hölls utanför, 2) Edén skulle inte acceptera dessa inskränkningar, 3) Swartz skulle sitta kvar efter att ha utlovat kvinnlig rösträtt. Förre statsministern Arvid Lindman var med på noterna, men när Edén avvisat villkoren ville han låta budet om att bilda regering gå till andra kammarens respekterade talman, moderat-liberalen Johan Widén, med baktanken att han skulle misslyckas. Då skulle kungen kunna anse sig nödgad att åter kalla Swartz som statsminister.

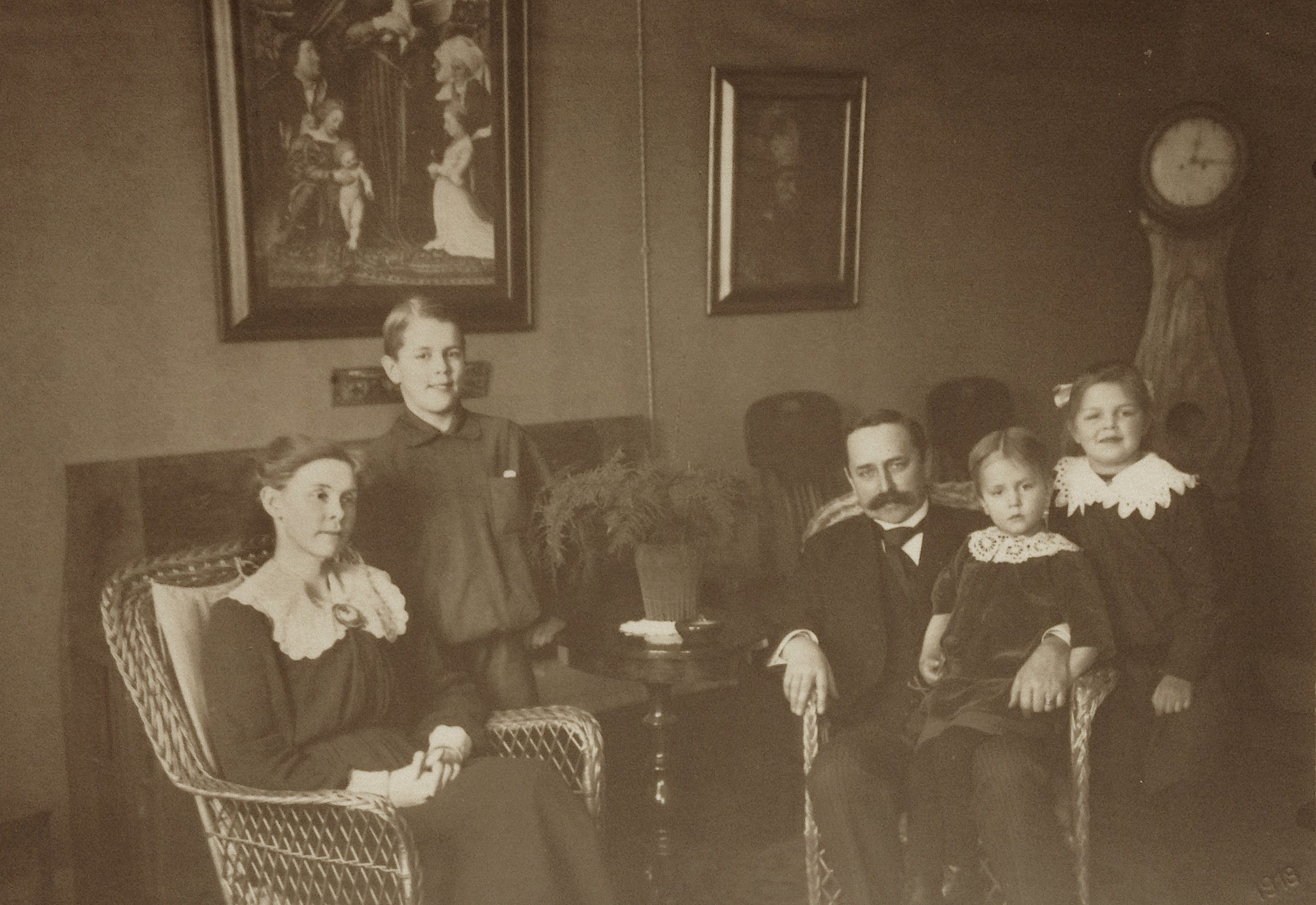
Nils Edén med hustrun Marja, född Wallmark, och barnen.

Gustaf V lyssnade delvis på dessa råd och till allmän förvåning höll Widén på att lyckas bilda en bred samlingsministär när han pressat kungen att säga ja till en författningsutredning med sikte på allmän och lika rösträtt. Widén stöp dock på att ingen ledande högerman var beredd att ingå, trots att kronprins Gustaf Adolf aktivt försökte bryta dödläget.
Då återstod ingen annan möjlighet för Gustaf V än att kalla den ledande liberalen Nils Edén för att bilda koalitionsregering med liberaler och socialdemokrater och därmed låta parlamentarismen få sitt slutgiltiga genombrott i Sverige.
Socialdemokraterna var visserligen det större partiet med 31,1 procent av rösterna mot liberalernas 27,6 procent, men alla inklusive socialdemokraterna själva ansåg det självklart att statsministern skulle hämtas hos liberalerna. Att ta plats vid den ännu formellt enväldige[källa behövs] kungens rådsbord var ingen lätt sak för socialdemokrater. Motståndet mot parlamentarism och borgerlig demokrati var så stort inom socialdemokratin att det tidigare under 1917 hade lett till partisplittring. Socialistinternationalen var emot att socialdemokratiska partier alls gick in i regeringsställning. Man ville hellre ha revolution och störta monarkierna.
Edén avkrävde kungen löfte om att inte stoppa ett regeringsförslag om allmän rösträtt och att utan egna synpunkter godkänna de statsråd som statsministern föreslog. När regeringen drivit igenom kvinnlig rösträtt och avskaffat 40-gradiga röstskalan i kommunalvalet började yngre socialdemokrater kritisera regeringen för att den inte gjorde tillräckligt. Regeringen försvagades också av att Hjalmar Branting, som mot sin vilja av Edén tvingats bli finansminister, bara några månader efter tillträdet avgick av personliga skäl. Till slut föll koalitionen på motsättningar i kommunalskattefrågan. Finansminister Fredrik Thorsson, som efterträtt Branting på den posten, föreslog en progressiv kommunalskatt som riktade sig mot bönder och företagare. Liberalerna sa nej. Regeringen avgick. Under de därpå följande åren fortsatte Edén rikta skarp kritik mot socialdemokraternas ekonomiska politik.

### Senare liv
Edén tillhörde stadsliberalerna och gav ett kyligt, lite opersonligt intryck, något som mer kan ha bottnat i blyghet än i personlig förmätenhet. Han var motståndare till alkoholförbud men hade en majoritet inom den egna riksdagsgruppen emot sig. Efter folkomröstningen om alkoholförbud 1922, där Edén tillhörde segrarna, blev motsättningarna akuta och i maj 1923 sprack partiet och förbudsmotståndarna bildade eget parti, Sveriges liberala parti. Edén följde med utbrytarna, men bestämde sig snart för att lämna politiken och helt övergå till landshövdingeuppdraget i Stockholms län (1920–1938).
Edén ledde redaktionskommittén för det omfattande bokverk om den svenska riksdagens historia som gavs ut i anslutning till riksdagsjubileet 1935, under medverkan av en rad av Sveriges främsta historiker och statsvetare. Edén skrev själv en sammanfattande bok om riksdagens utveckling och Sveriges författningshistoria.
Ett av de uppmärksammade beslut som Edén fattade under sin period som landshövding var att av okända skäl förhindra den i Stockholm förberedda obduktionen av Ivar Kreuger. Edén avgick från posten som landshövding 1938 efter att ha avlagt rapport till Kungl. Maj:t avseende behovet av lagbestämmelser för regionplan, i vilken Edén beskrev den etablerade situationen som ruinerande och att Edén enbart utfört regeringens vilja.
Edén var innehavare av det med anledning av Hans Majestät Konung Gustaf V:s 70-årsdag instiftade minnestecken, hedersledamot av Vitterhets- historie- och antikvitetsakademien, ledamot av Samfundet för utgivande av handskrifter rörande Skandinaviens historia (1901) och ledamot av Humanistiska vetenskapssamfundet i Uppsala (1904).
Edén var ledamot av styrelsen för Stockholms konserthus (1932), av Djurgårdskommissionen (1934) och av stadsfullmäktige i Uppsala 1911–1917.

### Sista tid
Edén avled efter sviterna av en brand 1944. Branden förhindrade att Edéns memoarer hann bli färdigskrivna; Edén hade hunnit till 1914.

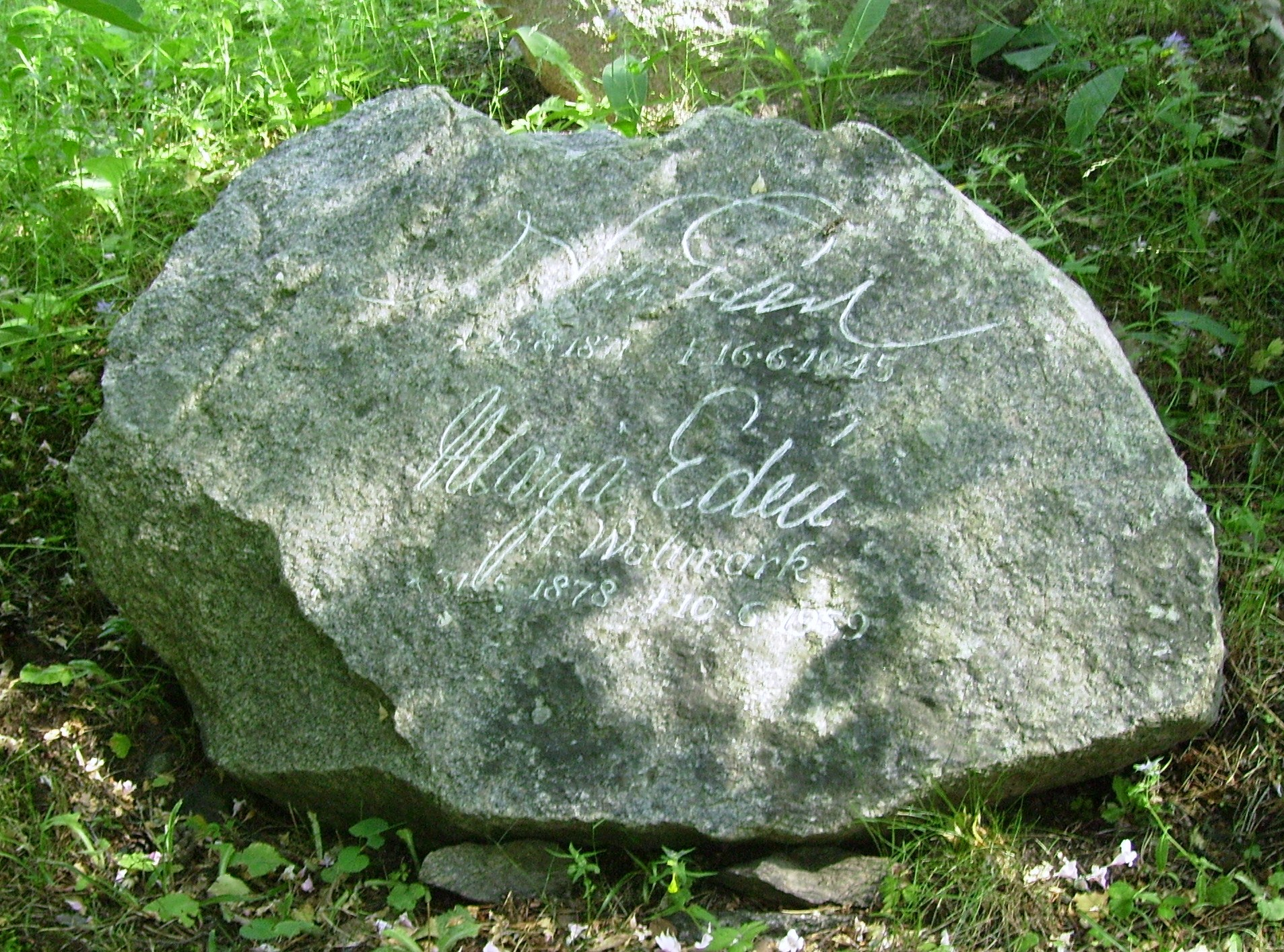
Nils Edéns gravvård på Djursholms begravningsplats.

### Familj
Nils Edén var son till rektor Per Olof Edén (1830–1903) och Matilda Kristina Clausén (1838–1921). Släkten Edéns stamfar var kyrkoherden i Njurunda socken, Jöns Svenonis Edenius (1597–1687). Edén gifte sig 1904 med Marja Wallmark, dotter till förvaltare Erhard Wallmark och Charlotte Engholm, med vilken han hade tre barn: Lars (född 1906), Brita (född 1910) och Per Olof (född 1913).

## Utmärkelser
- Konung Gustaf V:s jubileumsminnestecken med anledning av 70-årsdagen, (GV:sJmt), 1928